# Jelutih
Jelutih is een bestuurslaag in het regentschap Batang Hari van de provincie Jambi, Indonesië. Jelutih telt 3132 inwoners (volkstelling 2010).